# The Gap
Pour plus de détails, voir Fiche technique et Distribution.
The Gap (titre original en allemand : Der Spalt) est un film allemand écrit et réalisé par Kim Schicklang, produit en 2013 et sorti en 2014. Il a remporté un prix du festival de Jakarta en 2015.

## Synopsis
Alex vit avec sa mère célibataire au chômage dans un monde dystopique. C'est une jeune transgenre dans un corps de garçon. Alex est très isolée et sans espoir ni avenir. Un jour cependant, elle fait la connaissance de Christian, un photographe de presse. Ensemble, ils tente de riposter contre les normes de genres et de sexe.

## Fiche technique
- Titre : The Gap
- Titre original : Der Spalt
- Réalisation : Kim Schicklang
- Photographie : Christian Butz
- Producteurs : Christina Schieferdecker, Adrian Copitzky
- Durée : 101 minutes
- Sortie : 2014
- Pays : Allemagne
- Langue : allemand
- Format : Couleurs
- Genre : Drame

## Distribution
- Marie Fischer : Alex
- Folkert Dücker : Christian
- Dorothea Baltzer : la mère d'Alex
- Bernd Michael Straub : Madame Muller
- Werner Braunschädel : Monsieur le Professeur
- Trischa Dorner : le visage
- Yana Robin La Baume : une lesbienne